# Fritz Rietdorf
Fritz Rietdorf (* 11. April 1915 in Potsdam; † 23. Juli 1988) war ein deutscher Jurist, Verwaltungsbeamter und Politiker.

## Leben
Rietdorf nahm ein Studium der Rechts- und Staatswissenschaften auf, das er mit beiden juristischen Staatsexamen beendete. 1939 wurde er an der Georg-August-Universität Göttingen zum Dr. jur. promoviert (Dissertation: Das Preußische Staatsministerium im Wandel der Preußischen Verfassungsgeschichte). Seit 1941 arbeitete er als Regierungsassessor im badischen Innenministerium, wo er 1943 die Ernennung zum Regierungsrat erhielt.
Rietdorf war seit 1946 als Referent im Innenministerium des Landes Schleswig-Holstein tätig, wurde dort 1948 zunächst zum Oberregierungsrat und 1953 dann zum Regierungsdirektor befördert. Anschließend wechselte er als Beamter in die nordrhein-westfälische Landesverwaltung. Er wurde 1953 Ministerialrat im Innenministerium des Landes Nordrhein-Westfalen, erhielt 1954 die Ernennung zum Ministerialdirigenten und war seit 1957 ständiger Vertreter des Präsidenten des Landesjustizprüfungsamtes.

## Politik
Rietdorf war 1944/45 Landrat des Kreises Süderdithmarschen. Vom 1. März 1967 bis zum 31. Juli 1970 amtierte er als Staatssekretär im Innenministerium des Landes Nordrhein-Westfalen.